# Южноандаманские языки
Онганские, или Южно-Андаманские  — маленькая семья, состоящая из двух языков, онге и джарава, распространенных на южных Андаманских островах.
- Онге — 96 говорящих на 1997 г., в большинстве моноязычные носители.
- Джарава — около 200 говорящих на 1997 г., моноязычные носители.

Третий язык, джангил, исчезнувший где-то между 1895 и 1920, как сообщается, имел связи с языком джарава.

## Классификация
Андаманские языки делятся на две языковые семьи — северную андаманскую и онганскую, плюс до сих пор неклассифицированный сентинельский язык. Все эти языки, в общем, связаны между собой, а сентинельский, как предполагается, близок к онганским языкам. Однако, общие черты между онганскими и северными андаманскими языками имеют главным образом типологическую и морфологическую природу, лишь с небольшим словарным сходством. В результате некоторые лингвисты выражают сомнения по поводу классификации андаманских языков как семьи. Есть предположения, что онганские отдалённо связаны с австронезийскими языками (Blevins 2007).
| Праонганский | *p   | *b | *t   | *d   | *kʷ   | *k   | *ɡ   | *j | *w | *c   | *ɟ | *m | *n | *ɲ | *ŋ | *l   | *r       |
| Джарава      | p, b | b  | t    | d    | hʷ, h | h    | ɡ, j | j  | w  | c    | ɟ  | m  | n  | ɲ  | ŋ  | l    | r        |
| Онге         | b    | b  | t, d | d, r | kʷ, h | k, ɡ | ɡ, Ø | j  | w  | c, ɟ | ɟ  | m  | n  | ɲ  | ŋ  | l, j | r/j/l, Ø |

| Праонганский | *i | *u | *a | *e      | *o | (*ə) |
| Джарава      | i  | u  | a  | e, ə, o | o  | (ə)  |
| Онге         | i  | u  | a  | e, ə, o | o  | (ə)  |

## Грамматика
Онганские языки являются агглютинативными, с обширной системой суффиксов и префиксов. Возможно их наибольшее различие заключается в системе именного класса, широко связанной с частями тела, в которой каждое существительное и прилагательное может иметь префикс согласно тому, с какой частью тела оно ассоциировано. Другая особенность, в терминах частей тела, это то, что они неразрывно связаны, требуя употребления префикса притяжательного прилагательного перед собой. Так-что нельзя сказать просто «голова», можно только «моя, его, твоя, их и т. д. голова».
Онганское произношение (язык онге):
| я, мой                     | m- | мы, наш | et-, m-  |
| ты, твой                   | ŋ- | вы, ваш | n-       |
| он, его, она, её, оно, его | g- | они, их | ekw-, n- |

Судя по имеющимся источникам в андаманских языках присутствует только два числительных: один и два и их полный числительный лексикон включает «один», «два», «еще один», «несколько» и «все».